# 林震 (宣德進士)

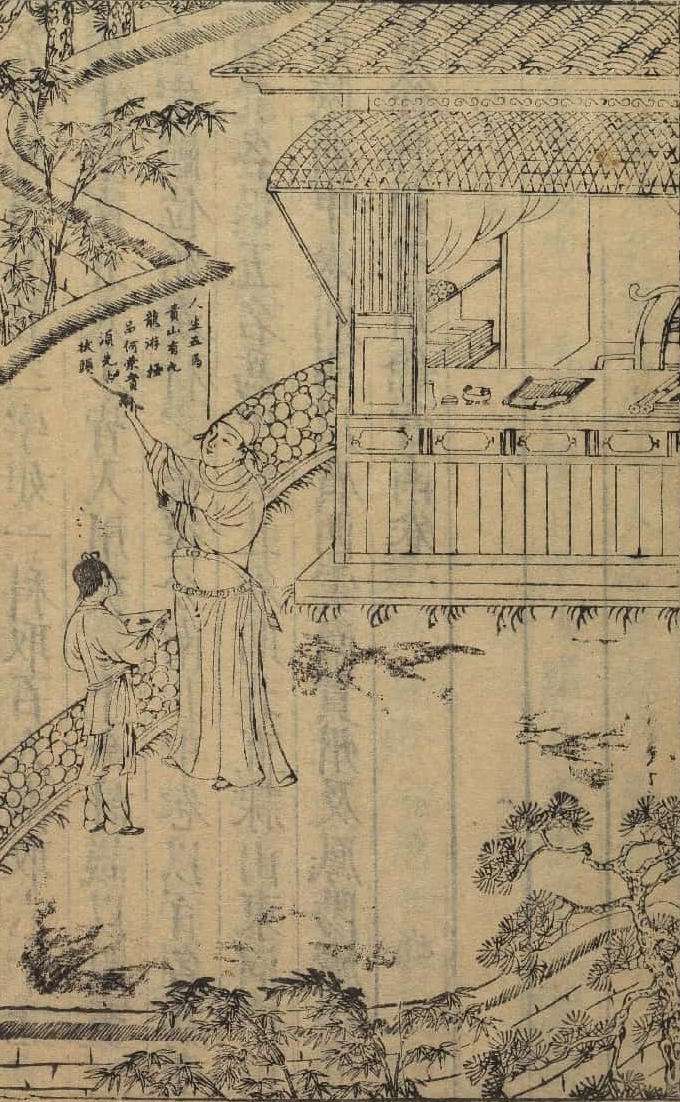
林震

林震（1388年—1448年），字敦声，又字起龙，长泰县城人，明朝政治人物。

## 生平
林震生于洪武二十一年（1388年）十一月初一。其家世代務農，父林希大，母张氏早喪。事继母萧氏至孝，家境贫寒，刻苦学习，每次樵耕必挟书随行。稍长，读书于九龙山。永乐十八年（1420年）参加乡试，中第六名举人。明宣宗宣德五年（1430年）成庚戌科一甲第一名進士（状元），授翰林院修撰兼国史编修，主持编修《明实录》。正统二年（1437年）“称疾告归”，闭门读书，以诗史自娱。卒於正统十三年（1448年），葬于长泰县钦化里（今属武安镇）康林山。著有《儒学科贡题名记》、《林氏族谱序》等。元配薛氏，育二子，林弼、林幹。

## 文化
- 楊鑑：《大明忠义传》第十四回插叙林震故事。